# Елктон (Орегон)
Елктон (англ. Elkton) — місто (англ. city) в США, в окрузі Дуглас штату Орегон. Населення — 183 особи (2020).

## Географія
Елктон розташований за координатами 43°38′15″ пн. ш. 123°34′9″ зх. д. / 43.63750° пн. ш. 123.56917° зх. д. (43.637429, -123.569148).  За даними Бюро перепису населення США в 2010 році місто мало площу 0,66 км², з яких 0,60 км² — суходіл та 0,07 км² — водойми.

### Клімат
| Клімат : Елктон         | Клімат : Елктон | Клімат : Елктон | Клімат : Елктон | Клімат : Елктон | Клімат : Елктон | Клімат : Елктон | Клімат : Елктон | Клімат : Елктон | Клімат : Елктон | Клімат : Елктон | Клімат : Елктон | Клімат : Елктон | Клімат : Елктон |
| Показник                | Січ.            | Лют.            | Бер.            | Квіт.           | Трав.           | Черв.           | Лип.            | Серп.           | Вер.            | Жовт.           | Лист.           | Груд.           | Рік             |
| Абсолютний максимум, °C | 21,1            | 24,4            | 27,2            | 33,9            | 38,9            | 40,6            | 42,2            | 41,7            | 39,4            | 35,6            | 26,1            | 22,8            | 42,2            |
| Середній максимум, °C   | 9,3             | 12,2            | 14,8            | 17,7            | 21,4            | 24,6            | 28,9            | 28,9            | 26,4            | 19,5            | 12,4            | 9,4             | 18,8            |
| Середній мінімум, °C    | 2,2             | 3,2             | 3,8             | 4,9             | 7,1             | 9,3             | 10,8            | 10,7            | 8,9             | 7,1             | 4,9             | 2,9             | 6,3             |
| Абсолютний мінімум, °C  | −15             | −15,6           | −4,4            | −2,8            | −2,8            | −5              | 3,3             | 3,9             | −1,1            | −3,9            | −8,9            | −17,8           | −17,8           |
| Норма опадів, мм        | 217             | 171             | 149             | 91              | 57              | 30              | 7               | 13              | 33              | 96              | 210             | 249             | 1323            |
| Днів з опадами          | 20              | 17              | 18              | 14              | 10              | 7               | 2               | 3               | 5               | 11              | 17              | 19              | 143,0           |
| ----------------------- | --------------- | --------------- | --------------- | --------------- | --------------- | --------------- | --------------- | --------------- | --------------- | --------------- | --------------- | --------------- | --------------- |
| Джерело:                |                 |                 |                 |                 |                 |                 |                 |                 |                 |                 |                 |                 |                 |

## Демографія
Згідно з переписом 2010 року, у місті мешкало 195 осіб у 85 домогосподарствах у складі 58 родин. Густота населення становила 293 особи/км².  Було 110 помешкань (166/км²).
Расовий склад населення:
| - 92,3 % — білих - 1,0 % — корінних американців - 2,1 % — осіб інших рас |

До двох чи більше рас належало 4,6 %. Частка іспаномовних становила 8,7 % від усіх жителів.
За віковим діапазоном населення розподілялося таким чином: 22,1 % — особи молодші 18 років, 50,7 % — особи у віці 18—64 років, 27,2 % — особи у віці 65 років та старші. Медіана віку мешканця становила 51,5 року. На 100 осіб жіночої статі у місті припадало 91,2 чоловіків;  на 100 жінок у віці від 18 років та старших — 92,4 чоловіків також старших 18 років.
Середній дохід на одне домашнє господарство  становив 43 551 долар США (медіана — 38 750), а середній дохід на одну сім'ю — 52 947 доларів (медіана — 44 375). За межею бідності перебувало 20,9 % осіб, у тому числі 40,3 % дітей у віці до 18 років та 4,3 % осіб у віці 65 років та старших.
Цивільне працевлаштоване населення становило 69 осіб. Основні галузі зайнятості: науковці, спеціалісти, менеджери — 26,1 %, освіта, охорона здоров'я та соціальна допомога — 15,9 %, будівництво — 15,9 %.